# Revelación
Revelación é o quarto extended play (EP) da cantora norte-americana Selena Gomez, sendo o primeiro em língua espanhola, lançado em 12 de março de 2021 pela Interscope Records. O EP é procedido por três singles de divulgação: "De Una Vez", "Baila Conmigo" e "Selfish Love".
O projeto foi indicado oficialmente na categoria "Melhor Álbum de Pop Latino" pelos prêmios Grammy Awards, sendo essa a primeira indicação da carreira de Gomez na premiação mais importante da música mundial.

## Antecedentes
Em uma entrevista em fevereiro de 2020, com Dazed, Gomez revelou que ela tinha planos de lançar música em língua espanhola. Em janeiro de 2021, para insinuar o lançamento de músicas em espanhol, Gomez "citou" um tweet seu publicado em 17 de janeiro de 2011, que fazia referência a um álbum em espanhol não antes lançado, afirmando: "Acho que valerá a pena esperar".
“Isso é algo que eu quero fazer há 10 anos, trabalhar em um projeto espanhol, porque sou muito, muito orgulhosa de minha herança e realmente senti que queria que isso acontecesse. Com toda a divisão do mundo, há algo na música latina que mundialmente faz as pessoas sentirem coisas, sabe?”
Selena Gomez sobre fazer música em espanhol, Zane Lowe

## Gravação e composição
Devido à pandemia de COVID-19, o Revelación foi quase totalmente gravado remotamente, em um estúdio de gravação caseiro, usando o Zoom para se comunicar. Gomez contratou um treinador de idiomas para ajudá-la a restaurar o seu vocabulário em espanhol e melhorar o seu sotaque.
O jornal Los Angeles Times descreveu o Revelación como uma "mistura texturizada de R&B americano, electropop e reggaeton".
A música "Buscando Amor" foi co-escrita pelo cantor Zabdiel De Jesús da banda CNCO.

## Lançamento e promoção
O primeiro single do EP, "De una vez", foi lançado em 14 de janeiro de 2021. Sua primeira aventura na música latina desde o lançamento da versão em espanhol da música "A Year Without Rain", intitulada "Un Año Sin Lluvia", de sua antiga banda Selena Gomez & the Scene. Ela descreveu a canção como "um belo hino de amor". O videoclipe dirigido por Los Pérez estreou no mesmo dia.
O lançamento do EP foi anunciado em 27 de janeiro de 2021, juntamente com o anúncio de seu segundo single, "Baila conmigo", com o rapper e cantor porto-riquenho Rauw Alejandro. O single foi lançado em 29 de janeiro de 2021, e o EP foi disponibilizado para pré-venda no mesmo dia. O videoclipe também estreou junto com a canção e foi dirigido pelo cineasta brasileiro Fernando Nogari.
O terceiro single do projeto, uma colaboração com o DJ e produtor francês DJ Snake, intitulado "Selfish Love", foi anunciado em 25 de fevereiro de 2021, e lançado em 4 de março de 2021, junto com seu videoclipe, dirigido por Rodrigo Saavedra. A faixa marcou a segunda parceria entre os artistas, primeiro como uma dupla, após seu single "Taki Taki" de 2018 com Cardi B e Ozuna. A lista de faixas do EP foi divulgada em 2 de março de 2021. Antes do lançamento do Revelación, Gomez divulgou prévias das canções que não foram lançadas nas redes sociais oficiais.

## Lista de faixas
| Revelación – Edição Padrão |                                        | |                                    |         |  |
| N.º                        | Título                                 | Compositor(es) | Produtor(es)                       | Duração |  |
| 1.                         | "De una vez"                           | Selena Gomez Alejandro Borrero Christopher Carballo Ramos Abner Cordero Boria Andrea Magiamarchi Ivanni Rodríguez Marco Masis                                                   | Albert Hype Jota Rosa Neon16 Tainy | 2:36    |  |
| 2.                         | "Buscando amor"                        | Gomez * Borrero * Cordero Boria * Mangiamarchi * Masís * Rodríguez * Randy Class * Zabdiel De Jesús                                                                             |                                    | 3:08    |  |
| 3.                         | "Baila conmigo"                        | Edgar Barrera A. Borrero C. Carballo Ramos A. Cordero Boria Jorge A. Diaz S. Gomez A. Mangiamarchi M. Masis Alberto Carlos Menendez Raúl Alejandro Ocasio Ruiz Ivanni Rodríguez | A. Hype J. Rosa Neon16 Tainy       | 3:06    |  |
| 4.                         | "Dámelo to" (com part. de Myke Towers) | |                                    | 3:04    |  |
| 5.                         | "Vicio"                                | |                                    | 2:40    |  |
| 6.                         | "Adiós"                                | |                                    | 2:10    |  |
| 7.                         | "Selfish Love" (com DJ Snake)          | |                                    | 2:48    |  |
| Duração total:             | Duração total:                         | Duração total: | Duração total:                     | 19:31   |  |